# Conny Schouman
Cecilia (Conny) Schouman (Den Haag, 1939) is een Rijswijkse zangeres, schilderes en maakster van luisterboeken.

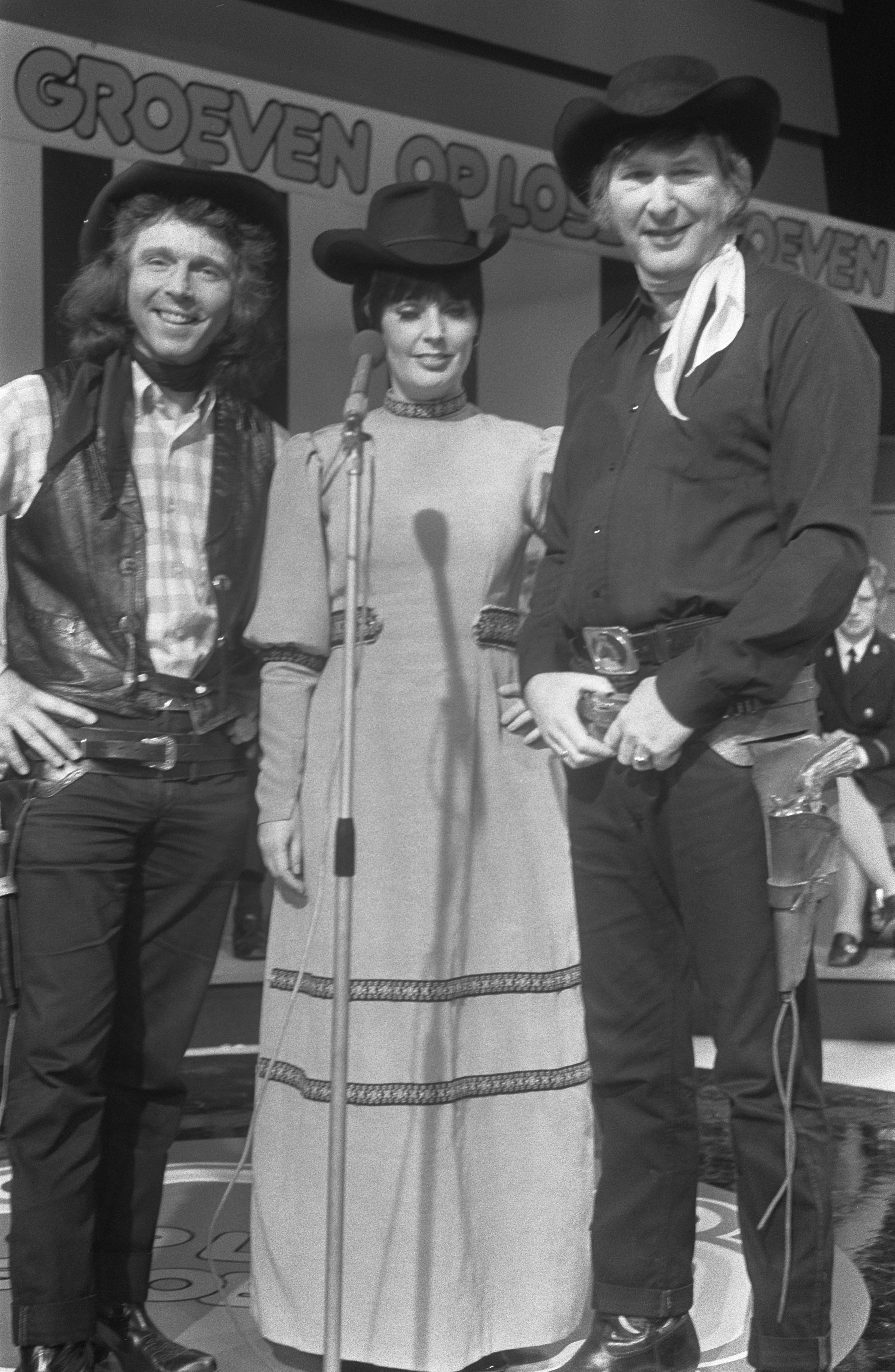
Opnamen voor het TROS-tv-programma Op losse groeven: De Chico's. V.l.n.r: Frans Doolaard, Conny Schouwman, Simon Sint (1974).

## Levensloop
Schouman werd geboren in een Haagse, muzikale familie; moeder speelde piano en grootmoeder had een conservatoriumopleiding tot zangeres genoten. Als kind wilde zij al zangeres worden. Omdat de financiële middelen ontbraken voor het volgen van een zangopleiding, leerde zij zichzelf de zangkunst aan. Vlak na de Tweede Wereldoorlog ontstonden in Den Haag veel jazzclubs. Schouman, die opviel doordat zij op haar 17e aan het Haagse Noordeinde een zangwedstrijd won, werd gevraagd bij diverse van deze clubs op te komen treden. Eind 1967 werd zij gevraagd om bij De Chico's te komen zingen. Dit hillbilly-trio bracht veel in het Nederlands vertaalde cowboysongs ten gehore.
Na verloop van tijd ging zij als jazz-zangeres optreden met een van de beroemde orkesten uit Hilversum en werd ze vaak gevraagd op chique artiestenfeestjes in het Hilton- en het Amstelhotel, die door Joop van den Ende werden georganiseerd. 
 Ook trad zij op aan boord van cruise schepen en voor de Amerikaanse militairen, die waren gelegerd in Frankrijk en Duitsland.
Onder de namen Connie Brand en Connie bracht zij enkele singles uit, waaronder Alle dagen – nachten/In gesprek – uit (1965) en Nu deze nacht/Altijd een traan (1985).
Op televisie raakte zij onder haar naam Conny Schouman bekend door haar optredens met De Chico's in het NCRV-programma Met liedjes het land in, gepresenteerd door Ted de Braak. Voorts trad zij op met artiesten, zoals  De Mounties, Joop Doderer en Ben Cramer. Samen met Eddy Doorenbos zong ze het nummer Just the Two of Us.
Haar stem brak echter pas goed door bij het grote publiek toen ze anoniem, onder het pseudoniem van Angelique, een persiflage had ingezongen op het winnende songfestivalliedje van 1982: Ein bißchen Frieden van Nicole. De titel van het nummer werd Een beetje geld voor een beetje liefde. Het werd een nummer 1-hit met een hoog verkoopcijfer, 110.000 exemplaren, waarvoor zij geen royalty's ontving. Schouman wilde niet haar naam aan het nummer verbinden. Bij de laatste TV Privé (1984) in gesprek met Henk van der Meijden bekende zij het nummer te hebben gezongen, waarna zij op de omslag van de eerste Weekblad Privé kwam te staan. In 2005 maakte Reinout Oerlemans bekend dat Schouman dit nummer had ingezongen. Bij deze gelegenheid kreeg zij van Oerlemans alsnog een 'gouden plaat' voor het nummer.
Een oogziekte (maculadegeneratie) trof haar op 42-jarige leeftijd, waardoor zij haar optredens moest staken.
In de jaren tachtig was haar stem ook in diverse reclameboodschappen op de lokale radio in de regio Rotterdam-Rijnmond te beluisteren.
In 1984 bracht Schouman nog een single uit: Waar ben je/'t Is over. Haar laatste cd-single, Beyond the Sky, dat was opgenomen in een kerkje in Scheveningen, kwam uit in 2012. Zij legde zich daarna toe op tekenen en schilderen, waaronder het vervaardigen van een krijtpastel, geschonken in reproductie aan koningin Máxima, en het maken van luisterboeken, waaronder haar biografie.

## Trivia
- Conny Schouman is een nazaat van de schilder Aart Schouman.[5]